# Utopian konnektion
Utopian Konnektion (1996) är en sång och musiksingel med hårdrocksgruppen Nme Within där Håkan Hemlin från gruppen Nordman medverkar på förstaspåret. Finns även med på Nme Withins skivan Science Krucifikktion.
1. Utopian Konnektion [Album Version feat. Håkan Hemlin] (3:01)
2. Krucifikks Fetishist [Not available elsewhere] (4:53)
3. Utopian Konnektion [Vogue Version/Smart Remikks feat. Mac] (4:35)